# ЗИС-27
ЗИС-27 — один из первых проектов тяжёлого миномёта большой мощности в СССР (калибр 240 мм). По некоторым данным — первый, доведенный до практической реализации. Ещё в ходе Первой Мировой войны в России на вооружение ТАОН поступили 240-мм миномёты системы Батиньоля в вариантах с коротким и длинным стволами французского и британского производства — однако поставлялись они союзниками по Антанте в весьма ограниченных количествах. В ходе и после гражданской войны незначительное количество этих миномётов осталось на вооружении ТАОН РККА. Поскольку необходимость в них многим (хотя и далеко не всем: например, в книге «Современная артиллерия», вышедшей в 1933 году и предназначенной для начальствующего состава РККА, миномёты рассматривали лишь как «суррогат» артиллерийского орудия) военным специалистам Красной Армии представлялась очевидной — работы над миномётами калибра более 230 мм начались в СССР ещё с 1925 года, когда был предложен проект 254-мм миномёта. Однако данный миномёт не вошел в Систему артиллерийского вооружения РККА на 1929—1933 гг. и работы над ним были прекращены. В 1933 году конструкторско-испытательная группа «Д» ГДЛ предложила Артиллерийскому Управлению РККА проект 240-мм миномёта ТМ. Проект был одобрен, но (по неясным причинам) реализован не был. Наконец, в начале 1938 года ГАУ Народного комиссариата обороны Союза ССР выдало оборонной промышленности тактико-технические требования на разработку, в том числе, и 240-мм корпусного миномёта, вошедшего в Систему артиллерийского вооружения РККА на 1938—1942 гг. Однако работы шли очень вяло (об их результатах в настоящее время ничего не известно).
Реальным толчком к разработке 160- и 240-мм миномётов послужили лишь уроки «Зимней войны» с Финляндией, когда советские войска столкнулись с острой нехваткой мощных и при этом — достаточно лёгких и подвижных (для своего калибра) огневых средств, могущих эффективно разрушать долговременные оборонительные сооружения, которыми была насыщена «линия Манергейма», без привлечения тяжёлых и обладавших низкой манёвренностью на поле боя 203,2-мм гаубиц и 279,4-мм мортир. В ходе совещания командно-начальствующего состава РККА, Рабоче-Крестьянского ВМФ, а также руководящих работников центральных аппаратов Народного комиссариата обороны и Народного комиссариата ВМФ по обобщению опыта боевых действий против Финляндии, прошедшего 17 апреля 1940 года, И. В. Сталин категорически заявил: «Нет современной войны без минометов, массовых минометов. Все корпуса, все роты, батальоны, полки должны иметь минометы 6-дюймовые обязательно, 8-дюймовые. Это очень эффективные минометы и очень дешевая артиллерия.». Как следствие — разработкой 160- и 240-мм миномётов занялись КБ сразу четырёх заводов: № 7 (Ленинград), № 13 (Брянск), № 92 (Горький) и № 393 (Киев) Народного комиссариата оборонной промышленности Союза ССР.
Разработка 240-мм миномёта ЗИС-27 была завершена в 1942 году в КБ завода № 92 (согласно другим источникам, уже в ЦАКБ — Центральном артиллерийском конструкторском бюро; впрочем, индекс «ЗИС» миномёта говорит в пользу первой версии — изделия ЦАКБ имели индекс «С») под руководством главного конструктора В. Г. Грабина. По мнению известного специалиста по истории русской и советской артиллерии А. Б. Широкорада — ЗИС-27 имел наилучшую и самую простую конструкцию из всех предложенных к тому времени миномётов сопоставимого калибра.. В то же время утверждение, что «миномёт разрабатывался без приказа командования по собственной инициативе конструкторского бюро», следует считать по меньшей мере спорным: задание ГАУ и указания Сталина никто не отменял.
Дальнейшие сведения о судьбе ЗИС-27 расходятся. Согласно одним данным — миномёт был воплощен в металле и представлен на полигонные испытания, но по их результатам был забракован командованием артиллерии РККА, после чего все работы над изделием были прекращены. По другим же сведениям — миномёт ЗИС-27 так и остался в проекте. В любом случае — на вооружение артиллерии Красной Армии он не поступал, а ЦАКБ и Грабин переключились на разработку аналогичного по назначению и близкого по тактико-техническим характеристикам 240-мм миномёта С-16 (проект последнего был завершен в 1943 году, но так и остался нереализованным).

## Другое значение
Кроме упомянутого миномёта, обозначение ЗИС-27 по данным А. Б. Широкорада имела 85-мм самоходная противотанковая пушка с длиной ствола, равной 51,3 калибра и начальной скоростью бронебойного снаряда 852 м/с. Пушка монтировалась на шасси быстроходного гусеничного трактора М-42.